# Aftersun
Pour plus de détails, voir Fiche technique et Distribution.
Aftersun est le premier long métrage de Charlotte Wells, un film dramatique sorti en salles en 2022.
Sa production est américaine et britannique.
Lors de sa sortie, il reçoit de nombreuses critiques positives et des prix dans plusieurs pays. 

## Synopsis
Sophie se souvient des quelques jours de vacances passés vingt ans plus tôt avec son père Calum (Paul Mescal) sur la côte turque. Les parents de Sophie se sont, depuis, séparés à l'amiable, et Calum a déménagé à Londres. En Turquie, Sophie avait 11 ans et passait sa journée à faire du karaoké et à se baigner.
Entre l’enfance et l’adolescence, Sophie a fait d'importantes rencontres et expériences.
Restent gravés en elle les moments qu'encore enfant (Frankie Corio), elle a partagé avec son père, qu'ils soient heureux ou conflictuels.
À travers ses souvenirs, Sophie adulte (Celia Rowlson-Hall (en)) semble chercher à réconcilier l'image qu'elle avait de son père avec celui qu'il était vraiment
,.

## Fiche technique
Sauf indication contraire, les informations mentionnées dans cette section peuvent être confirmées par la base de données cinématographiques IMDb,  présente dans la section « Liens externes ».
- Titre original et francophone : Aftersun
- Réalisation et scénario : Charlotte Wells
- Musique : Oliver Coates
- Photographie : Gregory Oke
- Montage : Blair McClendon
- Production :
  - Mark Ceryak, Amy Jackson, Barry Jenkins et Adele Romanski
  - Sociétés de production : AZ Celtic Films, BBC Film, PASTEL, Tango Entertainment et Unified Theory
  - Pays de production :  Royaume-Uni et  États-Unis
- Sociétés de distribution : Condor[4], MUBI France[4],  A24
- Genre : drame
- Durée : 102 minutes
- Dates de sortie :
  - France : 21 mai 2022 (Festival de Cannes) ; 1er février 2023 (sortie nationale)
  - Royaume-Uni : 12 août 2022 (Festival d'Édimbourg) ; 18 novembre 2022 (sortie nationale)
  - États-Unis : 3 septembre 2022 (Festival du film de Telluride) ; 21 octobre 2022 (sortie limitée)

## Distribution
- Paul Mescal (VF : Marc Wilhelm) : Calum Aaron Patterson
- Frankie Corio (VF : Mathilde Cerf) : Sophie Lesley Patterson
- Celia Rowlson-Hall (en) (VF : Mathilde Cerf) : Sophie adulte
- Brooklyn Toulson (VF : Élise Garnet) : Michael
- Spike Fearn (en) (VF : Antoine Dupire) : Olly

## Écriture
En 2015, Charlotte Wells est en école de cinéma lorsqu’elle commence à réfléchir au sujet de son premier long-métrage. Elle est alors intéressée par les relations père-fille, qu’elle explore dans son court-métrage Tuesday (2015). L’idée d’un film prenant place en vacances lui viendra plus tard, lorsqu’elle consultera un ancien album photo. À l’intérieur de celui-ci, les clichés avec son père pendant un séjour en Espagne l’inspirent.
Selon la scénariste, c’est en 2019 que commence véritablement l’écriture de son film. Au début le scénario ne comporte que 2 pages avec 7 titres : un pour chaque jour de vacances.
Pendant le processus, Charlotte Wells s’inspire de son enfance. Tout comme Sophie, elle est enfant dans les années 90 et souhaite retrouver cette époque dans son film. La scénariste puise également chez d'autres cinéastes tels que Céline Sciamma et son film Tomboy (2011).

## Production
Pour le rôle de Sophie, environ 800 personnes répondent à l'annonce de la directrice de casting Lucy Pardee, cherchant « une enfant au style garçon manqué, entre 10 et 12 ans », et 70 jeunes filles ont été auditionnées en visio. L’objectif est de trouver une actrice dans une période entre enfance et adolescence tout en étant certain qu’elle ne grandira pas trop avant le tournage. Dans un contexte de confinement lié à la pandémie de Covid-19, la mère de Frankie Corio répond à l'annonce car elle cherche alors une occupation pour sa fille. Cette dernière réussit le casting et Charlotte Wells est conquise par le côté enfantin et maladroit qu’elle cherchait pour son personnage. Avant ce film, l'expérience de Frankie Corio se limite à quelques évènements scolaires.
Pour le casting de Calum, un homme d'une trentaine d'année est recherché : entre le jeune adulte et l'adulte. C'est finalement Paul Mescal, alors âgé de 25 ans, qui sera sélectionné.
Pour élaborer une certaine complicité entre Paul Mescal et Frankie Corio, ils ont passé deux semaines de vacances ensemble (avec également la famille de la jeune actrice) avant le tournage du film. Aftersun est filmé en juillet et août 2021 essentiellement en Turquie, en présence des parents de Frankie Corio et avec des horaires aménagés en raison de son jeune âge.

## Accueil

### Accueil critique
Le film a reçu un accueil très favorable de la critique. Il obtient un score moyen de 95 % sur Metacritic. En France, le site Allociné propose une moyenne de 3,9⁄5, à partir de l'interprétation de 31 critiques de presse.
En 2023, l'une des images du film prise par la photographe et actrice Sarah Makharine (qui apparaît dans le film, comme la compagne de Sophie adulte) est devenue l'affiche de la 62e Semaine de la critique.

### Box-office
Au total, le chiffre d'affaires du film est de 8 098 676 dollars.
| Pays         | Date de sortie   | Box-office |
| ------------ | ---------------- | ---------- |
| Royaume-Uni  | 18 novembre 2022 | $2,307,879 |
| États-Unis   | 21 octobre 2022  | $1,658,790 |
| Pays-Bas     | 23 février 2023  | $1,153,708 |
| France       | 1 février 2023   | $751,576   |
| Australie    |                  | $597,158   |
| Espagne      | 16 décembre 2022 | $503,032   |
| Corée du Sud | 1 février 2023   | $355,323   |
| Norvège      | 17 février 2023  | $185,276   |
| Pologne      | 3 février 2023   | $126,144   |
| Russie       | 16 mars 2023     | $119,812   |

## Distinctions
Sauf indication contraire, les informations mentionnées dans cette section peuvent être confirmées par la base de données cinématographiques IMDb,  présente dans la section « Liens externes ».

### Récompenses
- Festival de Cannes 2022 : Prix French Touch du jury de la Semaine de la critique[9]
- Festival du cinéma américain de Deauville 2022 : Grand prix et Prix de la critique[16]
- Festival du nouveau cinéma de Montréal 2022 : Louve d'or et prix d'interprétation pour Paul Mescal[17]
- British Independent Film Awards 2022 :
  - Meilleur film britannique indépendant
  - Meilleur scénario pour Charlotte Wells
  - Meilleure photographie pour Gregory Oke
  - Meilleur montage pour Blair McClendon
  - Meilleure supervision musicale pour Lucy Bright
  - Prix Douglas Hickox pour Charlotte Wells
- Festival Premiers Plans d'Angers 2023 : prix Mademoiselle Ladubay de la meilleure actrice pour Frankie Corio
- London Film Critics Circle Awards 2023 :
  - Nouveau cinéaste britannique ou irlandais de l'année pour Charlotte Wells
  - Jeune interprète britannique ou irlandais de l'année pour Frankie Corio
- BAFA 2023 : Meilleur nouveau scénariste, réalisateur ou producteur britannique

### Nominations
- British Independent Film Awards 2022 :
  - Meilleur duo pour Paul Mescal et Frankie Corio
  - Meilleure révélation pour Frankie Corio
  - Meilleur scénariste débutant pour Charlotte Wells
  - Meilleur casting pour Lucy Pardee
  - Meilleurs décors pour Billur Turan
  - Meilleurs costumes pour Frank Gallacher
  - Meilleurs maquillages et coiffures pour Oya Aygör et Murat Cagin
  - Meilleur son pour Jovan Ajder
- Festival international du film d'Athènes 2022[18]
- London Film Critics Circle Awards 2023 :
  - Film de l'année
  - Film britannique ou irlandais de l'année
  - Réalisateur de l'année pour Charlotte Wells
  - Scénariste de l'année pour Charlotte Wells
  - Acteur britannique ou irlandais de l'année pour Paul Mescal
- Critics Choice Awards 2023 :
  - Meilleur acteur pour Paul Mescal
  - Meilleur espoir pour Frankie Corio
  - Meilleur scénario original pour Charlotte Wells
- Film Independent's Spirit Awards 2023 : meilleure révélation pour Frankie Corio
- EDA Female Focus Awards 2023 :
  - Meilleure réalisation pour Charlotte Wells
  - Meilleure femme réalisatrice pour Charlotte Wells
  - Meilleur scénario original pour Charlotte Wells
  - Meilleure femme scénariste pour Charlotte Wells
  - Meilleur acteur pour Paul Mescal
  - Meilleure révélation féminine pour Frankie Corio
- Oscars 2023 : Meilleur acteur pour Paul Mescal

### Sélections
- Festival de Cannes 2022 : en compétition pour la Caméra d'or et pour le Grand prix de la Semaine de la critique
- Festival Premiers Plans d'Angers 2023 : en compétition pour le Grand Prix du jury (sélection des longs métrages européens)